# HERO (2007年電影)
「HERO」本身是日本富士電視台於2001年播出的連續電視劇，2006年播出特別篇，曾創下了全劇收視率各話均超過30％的紀錄，在2007年被搬上大銀幕，是木村拓哉繼武士的一分之後的電影演出。
這部電影沿用了2001年的基本演員陣容，加上特別篇的中井貴一、綾瀨遙、石橋蓮司，而電視劇裡只在對白中提到的國會議員花岡，也在這部電影正式登場，由森田一義飾演。
此外，曾在同部日劇飾演父女的松本幸四郎和松隆子於本片同台演出，還有李秉憲的友情演出等，也是這部電影的話題所在。
電影的宣傳語句是「久利生公平，最大的危機。」
日本連續七周票房冠軍，2007年9月8日與9日2天內票房達10億1000萬日圓、觀眾動員75萬人。（正常日本電影2日間票房為1.5億～2億、動員15萬人～20萬人程度）。累積票房結算至2007年12月5日，為2007年日本年度票房第三，81億日圓。
台北觀眾約5萬人。 韓國觀眾約25萬人。

## 故事簡介
東京地方檢察廳城西支部的檢察官久利生公平，被交託負責同事芝山貢的一宗起訴案件。就在一般認為這宗案件很快會有結論的時候，嫌疑犯忽然改變立場否認控罪，並找來身經百戰的著名律師蒲生一臣負責辯護，在法庭上以冷靜的戰術追逼久利生，使他吃盡苦頭。不久，久利生發現這宗案件原來和他在山口縣虹浦支部時，議員花岡練三郎的行賄受賄事件原來有所關聯。
久利生和事務官雨宮舞子，為了查出事件的真相，前往韓國釜山，得到韓國檢察官姜敏宇的合作，一邊進行調查…。

## 人物和演員

### 東京地方檢察廳城西支部
| 角色       | 職業／身份 | 演員       | 粤语配音 |
| ---------- | ---------- | ---------- | -------- |
| 久利生公平 | 檢察官     | 木村拓哉   | 葉偉麟   |
| 雨宮舞子   | 事務官     | 松隆子     | 譚淑嫻   |
| 中村美鈴   | 檢察官     | 大塚寧寧   | 方淑儀   |
| 芝山貢     | 檢察官     | 阿部寛     |          |
| 江上達夫   | 檢察官     | 勝村政信   | 陳冠宏   |
| 末次隆之   | 事務官     | 小日向文世 |          |
| 遠藤賢司   | 事務官     | 八嶋智人   | 羅偉民   |
| 牛丸豊     | 刑事部部長 | 角野卓造   | 劉文光   |
| 井戸秀二   | 警衛       | 正名僕蔵   |          |

### 東京地檢其他人物
| 角色     | 職業／身份   | 演員     | 粤语配音 |
| -------- | ------------ | -------- | -------- |
| 鍋島利光 | 次席檢察官   | 兒玉清   |          |
| 黛雄作   | 特搜部檢察官 | 香川照之 | 陳冠宏   |
| 東山克彦 | 特搜部事務官 | 眞島秀和 |          |

### 梅林圭介傷人致死案相關人物
| 角色       | 職業／身份                         | 演員       | 粤语配音 |
| ---------- | ---------------------------------- | ---------- | -------- |
| 梅林圭介   | 傷人致死案疑犯                     | 波岡一喜   |          |
| 蒲生一臣   | 梅林圭介代表律師                   | 松本幸四郎 | 陳德     |
| 里山裕一郎 | 死者，松本惠的未婚夫               | 山中聰     |          |
| 松本惠     | 里山裕一郎未婚妻                   | 国仲涼子   | 林芷筠   |
| 柏木節子   | 目擊證人                           | 長野里美   | 方淑儀   |
| 花岡練三郎 | 國會議員，前運輸大臣，梅林圭介證人 | 森田一義   | 劉文光   |
| 大藪正博   | 花岡練三郎秘書                     | 石橋蓮司   |          |
| 桂山薫     | 法官                               | 岸部一德   | 陳冠宏   |

### 其他人物
| 角色               | 職業／身份                   | 演員                       | 粤语配音 |
| ------------------ | ---------------------------- | -------------------------- | -------- |
| 酒保               | 「St.George's Tavern」的酒保 | 田中要次                   |          |
| 瀧田明彦           | 前鴨井産業專務               | 中井貴一                   |          |
| 泉谷凛凛子         | 山口縣虹浦支部檢察官         | 綾瀨遙                     | 林芷筠   |
| 姜敏宇             | 釜山地方檢察廳檢察官         | 李炳憲（友情演出）         |          |
| 金賢宇             | 釜山地方檢察廳事務官         | 白道斌                     |          |
| 郷田秀次           | 縱火案疑犯                   | 古田新太                   |          |
| 川島雄三           | 廢車場員工                   | 伊藤正之                   | 劉文光   |
| 芝山良子           | 芝山貢的妻子                 | 奥貫薫                     |          |
| 芝山貢的女兒       | 聲音及照片演出               | 山崎汐音                   |          |
| 黒川美沙           | 芝山良子的離婚訴訟辯護律師   | 鈴木砂羽                   |          |
| 河野櫻子           | 傷人案疑犯                   | MEGUMI                     |          |
| 電視購物節目配音員 | 日語配音員                   | 佐藤真麻、古賀慶太、阪井茜 |          |

## 外部連結
- （日語）電影官方網站（页面存档备份，存于）
- 互联网电影数据库（IMDb）上《HERO》的资料（英文）
- Yahoo奇摩電影上《HERO》的資料（繁體中文）
- 開眼電影網上《HERO》的資料（繁體中文）
- 时光网上《HERO》的資料（简体中文）
- 豆瓣电影上《HERO》的資料 （简体中文）